# تاوانگ
تاوانگ (به انگلیسی: Tawang) یک شهرک در هند است که در ایالت آروناچال پرادش واقع شده‌است. تاوانگ ۱۱٬۲۰۲ نفر جمعیت دارد و ۲٬۶۶۹ متر بالاتر از سطح دریا واقع شده‌است.

## نگارخانه

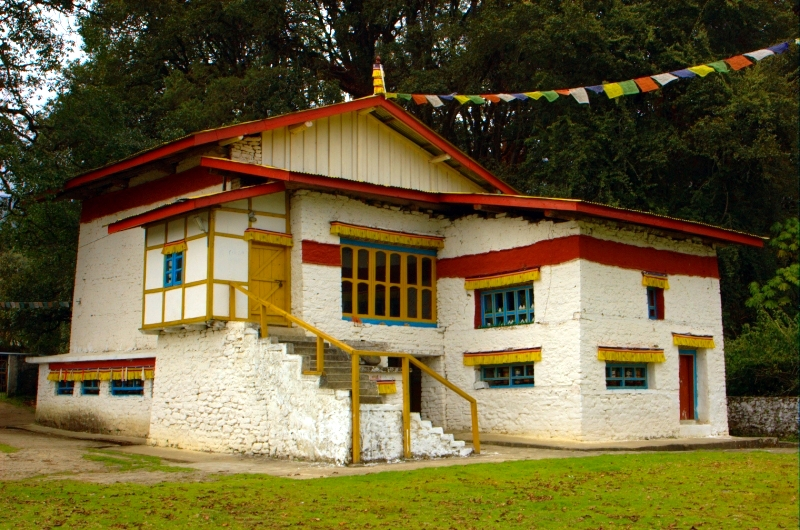
صومعه اورگلینگ، محل تولد ششمین دالایی لاما
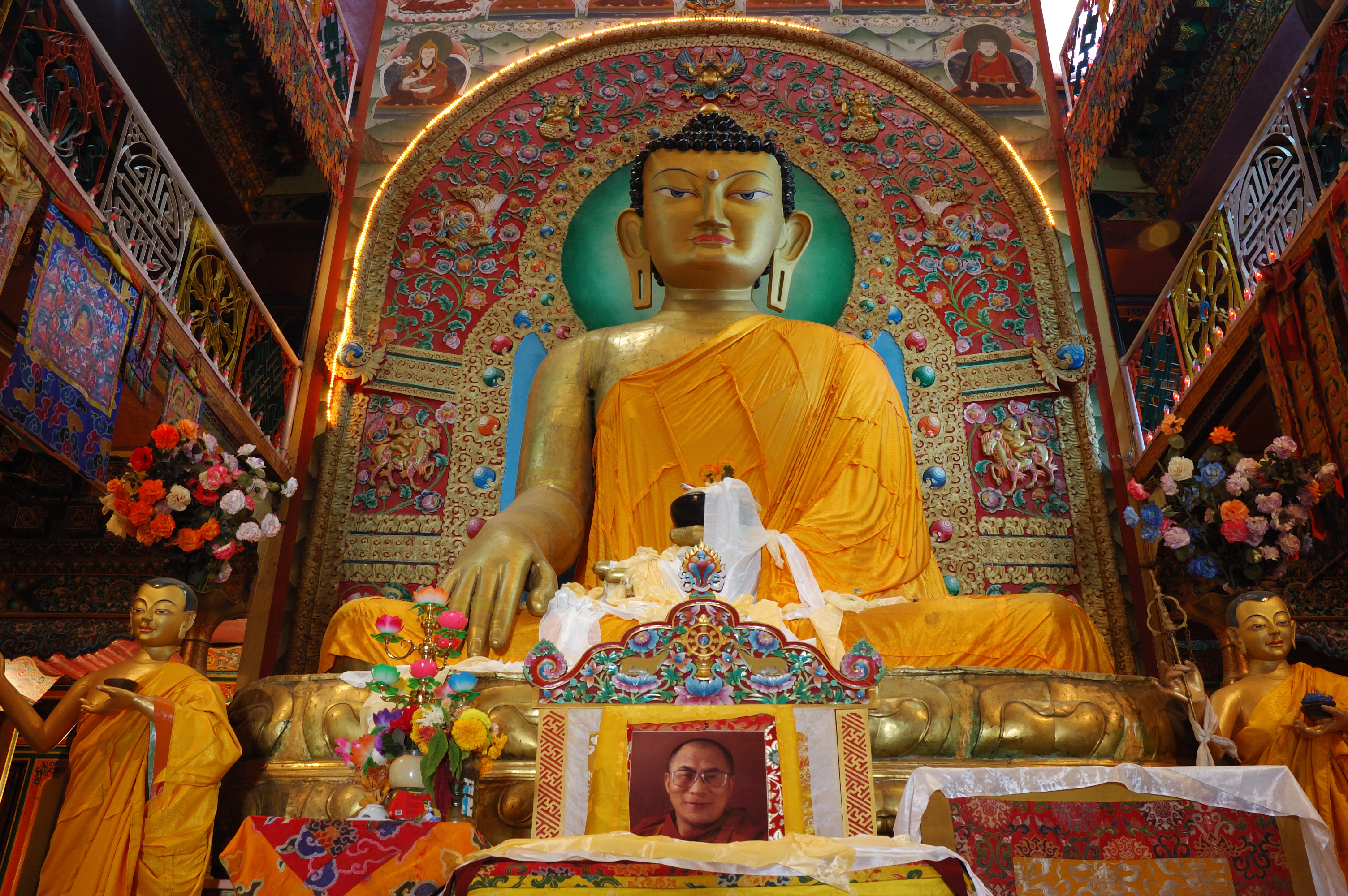
مجسمه ۸ متری بودا در صومعه تاوانگ
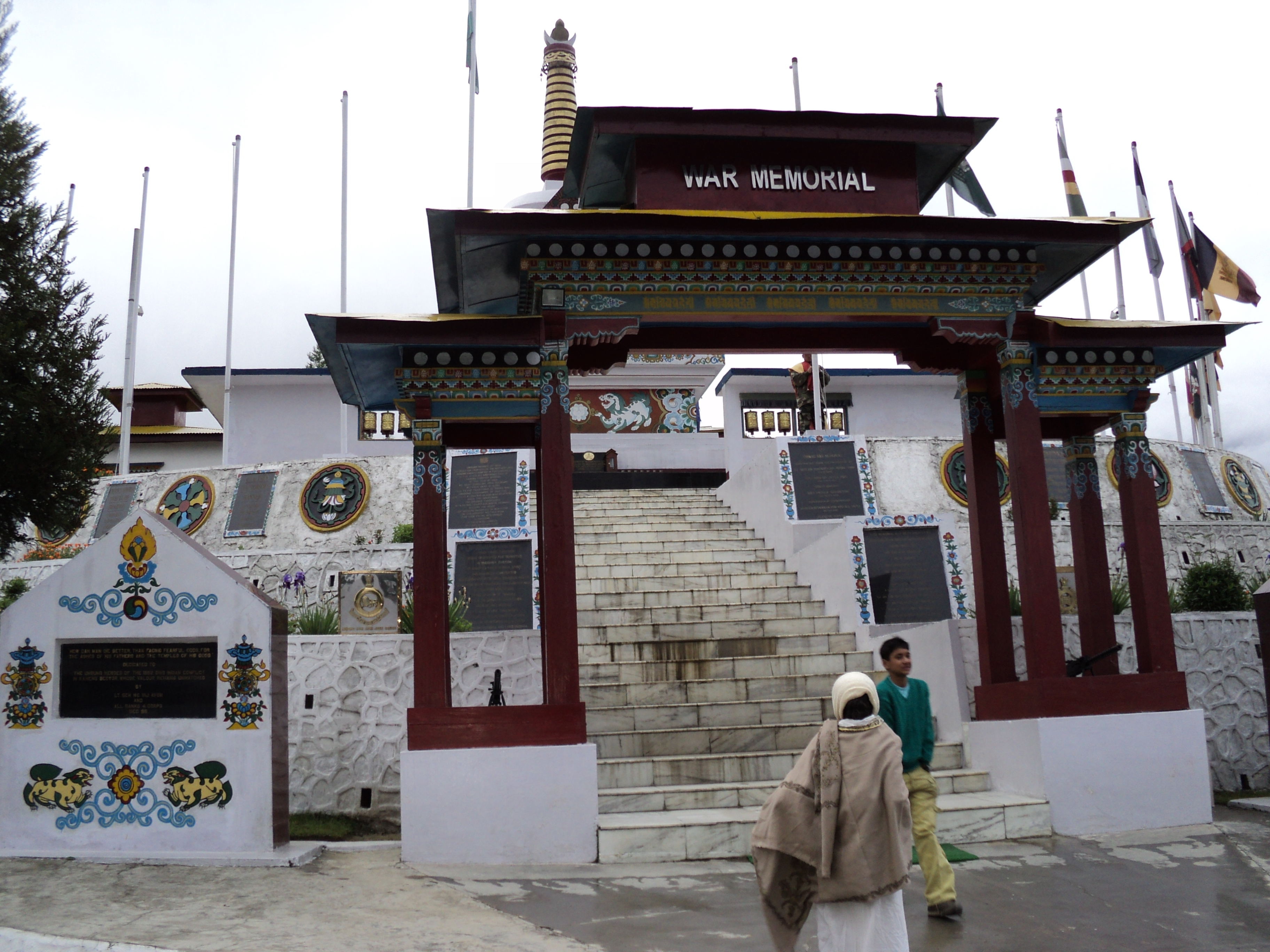
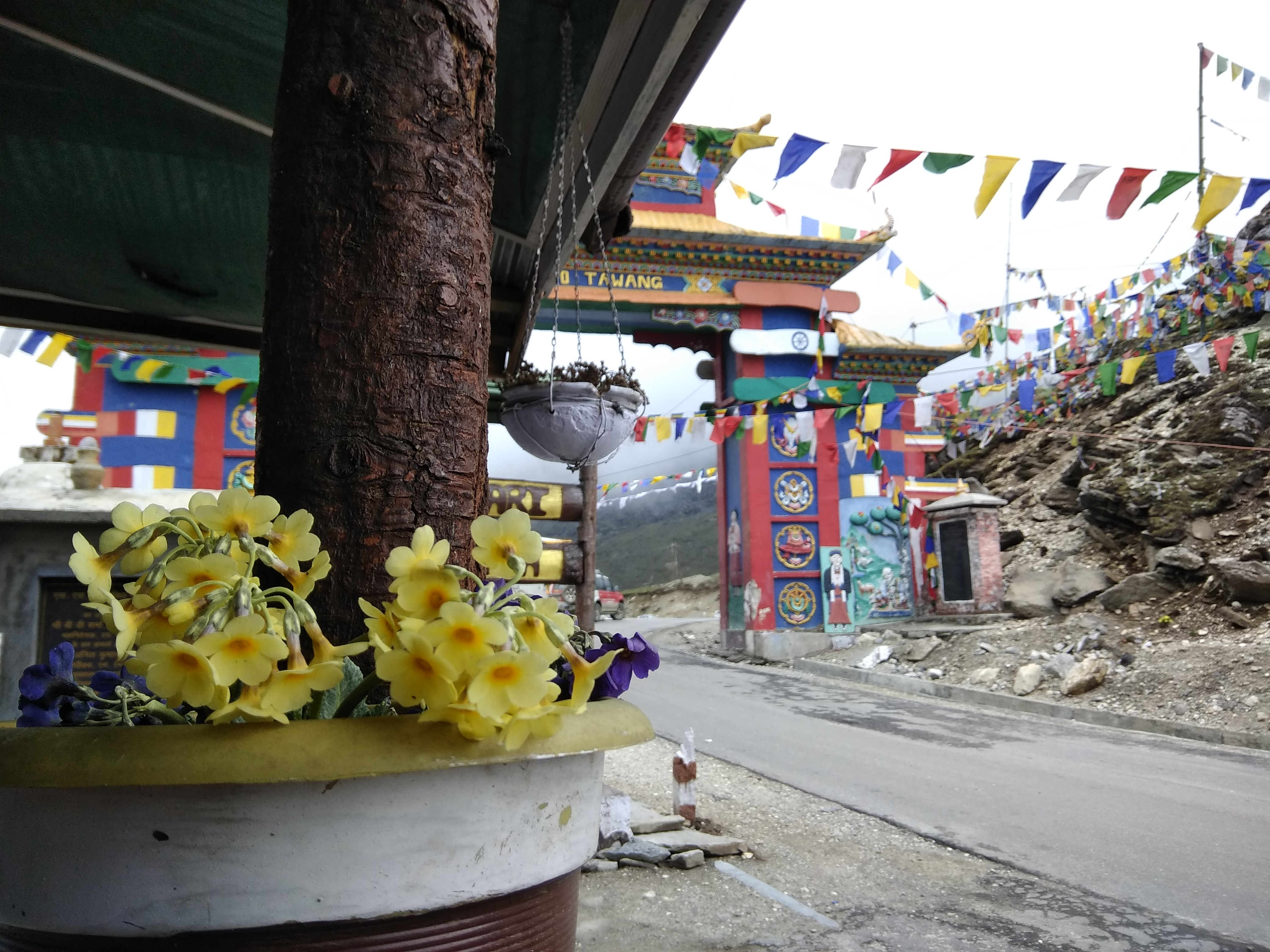